# Става (Болцано)
Става је насеље у Италији у округу Болцано, региону Трентино-Јужни Тирол.
Према процени из 2011. у насељу је живело 256 становника. Насеље се налази на надморској висини од 553 м.